# رونالدو روجيريو دي فريتاس موراو
رونالدو روجيريو دي فريتاس موراو (بالإنجليزية: Ronaldo Rogério de Freitas Mourão )‏ (و. 1935 – 2014 م) هو عالم فلك من البرازيل .
توفي عن عمر يناهز 79 عاماً.

## جوائز
حصل على جوائز منها:
- جائزة خوسيه ريس للنشر العلمي.